# Selçuk İnan
Selçuk İnan (İskenderun, 1985. február 10. –) török labdarúgó, jelenleg a Galatasaray középpályása.

## Pályafutása

### A válogatottban
A válogatottban 2007 október 13-án mutatkozott be, a moldávok elleni barátságos mérkőzésen. A 2008-as labdarúgó-Európa-bajnokságról, ahol a törökök bronzérmet szereztek, sérülés miatt maradt le. A 2014-es labdarúgó-világbajnokság selejtezői alatt alapembernek számított, a válogatott azonban nem jutott ki a brazíliai tornára. Részt vett a 2016-os labdarúgó-Európa-bajnokságon.

### Magánélet
A pályán kívül nem sokat szerepel a médiában. Két nővére van. Gyerekkori barátja Burak Yılmaz, aki a válogatottban, és a Galatasarayban is csapattársa.

## Sikerei, díjai
Trabzonspor
- Török kupagyőztes: 2009-10
- Török szuperkupa-győztes: 2010

Galatasaray
- Török bajnok: 2011-12, 2012-13, 2014-15
- Török kupagyőztes: 2013-14, 2014-15, 2015-16
- Török szuperkupa-győztes: 2012, 2013, 2015